# Padiglione B

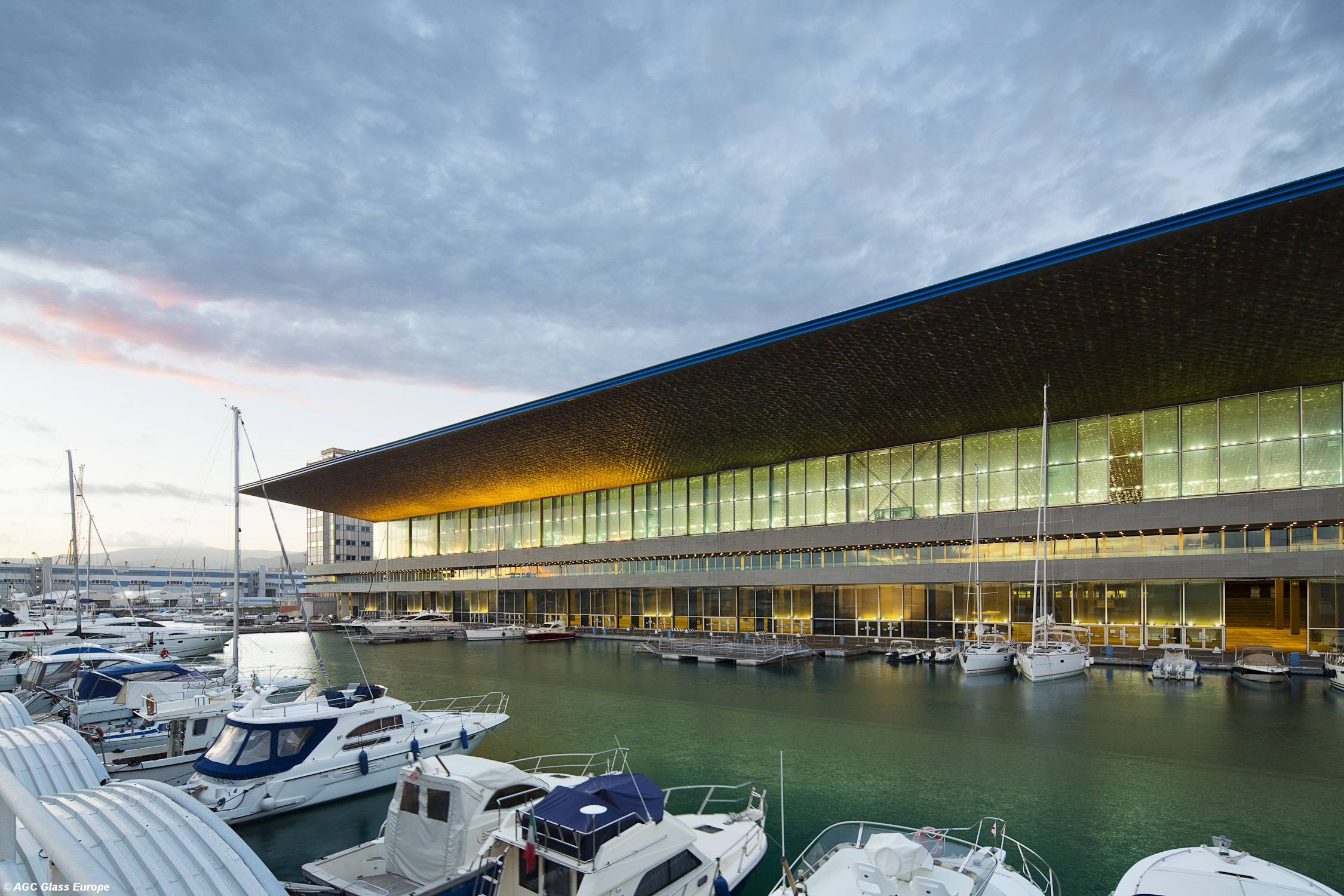
Vista frontale del Padiglione B

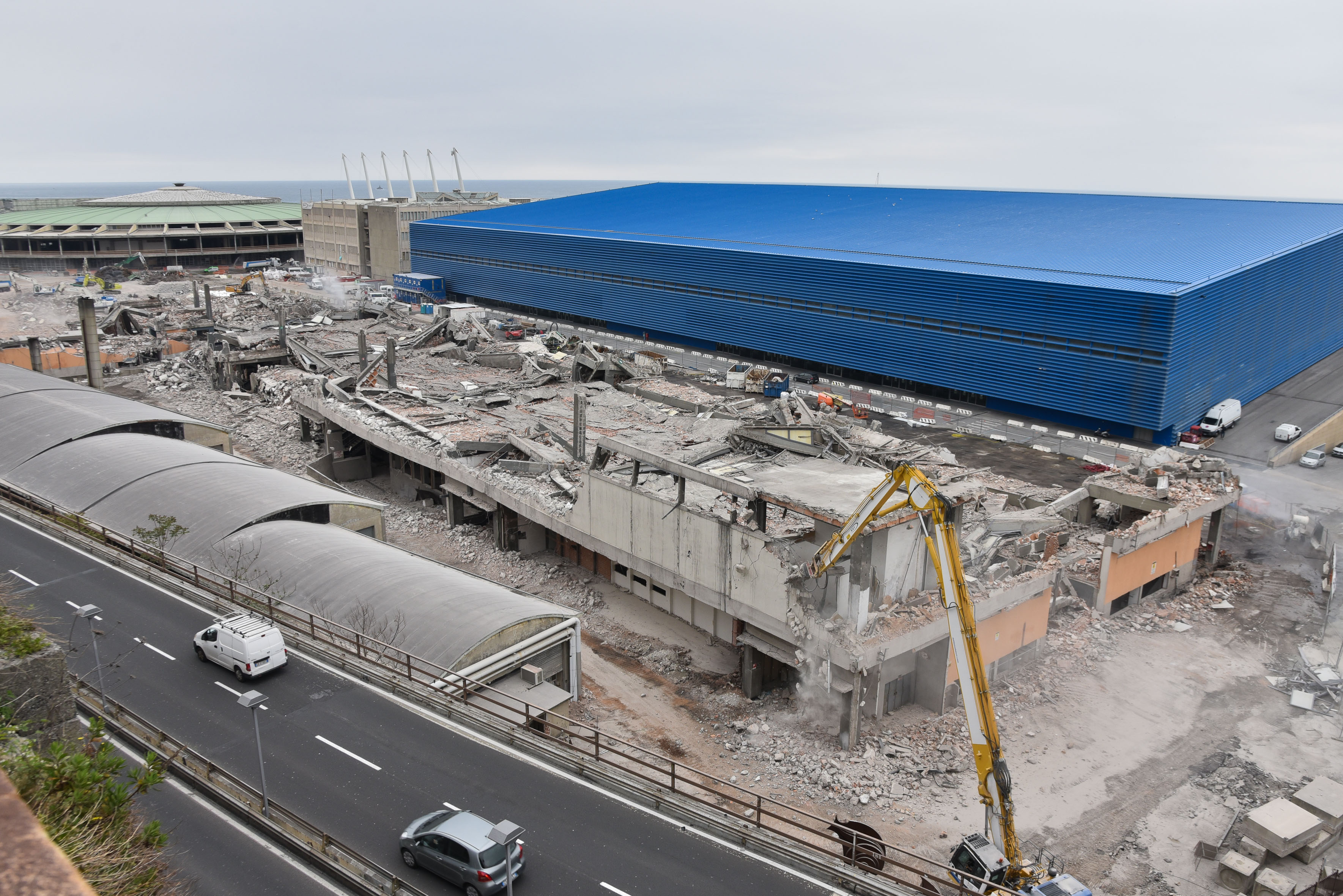
La parte posteriore del Padiglione B, quella visibile dal lungomare

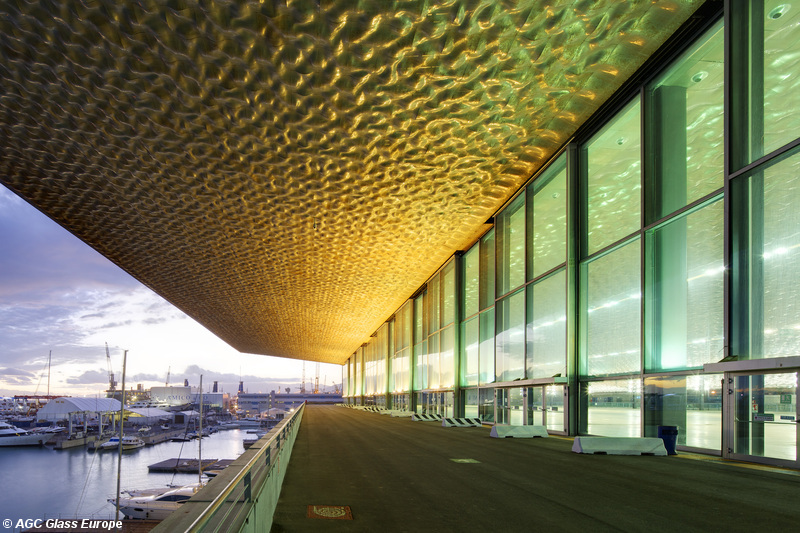
Il soffitto esterno, dal lato mare

Il Padiglione B, noto anche come Padiglione Blu o Padiglione Jean Nouvel, è un edificio fieristico che sorge all'interno dell'area della Fiera di Genova.
Progettato dall'architetto Jean Nouvel, sostituisce ingrandendo e modernizzando il preesistente padiglione omonimo risalente agli anni '60 del XX secolo. La nuova struttura, fra le principali dell'area insieme al Palasport, è stata inaugurata nel 2009.

## Storia

### Il padiglione storico
Il primo edificio denominato padiglione B fu costruito nell'area della Fiera di Genova fra il 1960 e il 1962, durante il periodo di industrializzazione dell'area genovese. Era strutturato in due parti di uguali dimensioni:
- la parte B1 si affacciava - ed era collegata grazie a un sottopassaggio - sulla marina del quartiere fieristico e contava su due gallerie
- la parte B2, di più recente costruzione, portava la superficie complessiva a oltre diecimila metri quadrati.

Il Padiglione B, insieme agli altri edifici dell'area, ospitò per più di un trentennio le principali fiere cittadine, fra le quali l'Euroflora e il Salone nautico di Genova
Il progetto di un rinnovamento e ammodernamento ingegneristico della zona fieristica iniziò a essere discusso alla fine degli anni '90.

### Il padiglione moderno

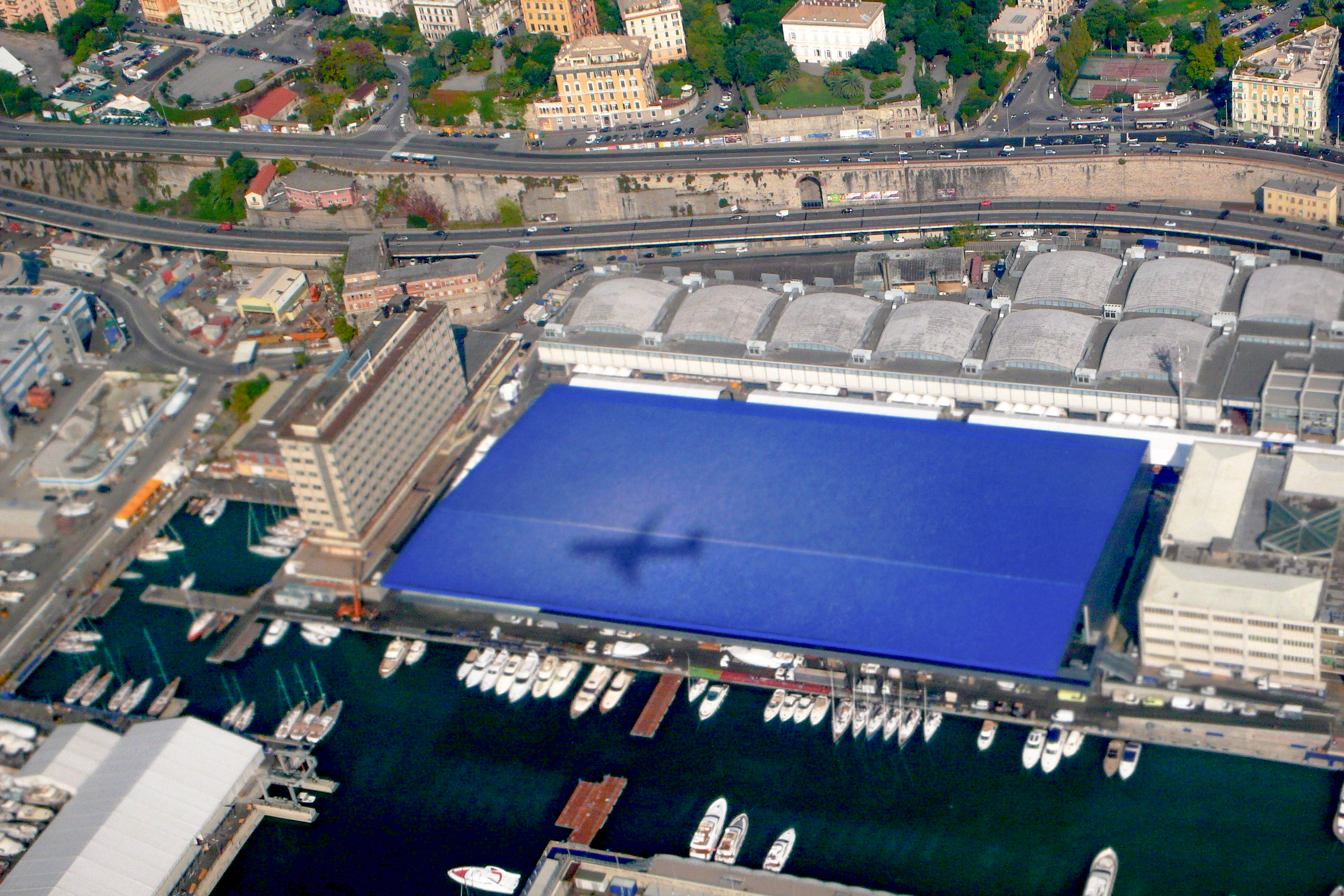
Una fotografia aerea del Padiglione B della Fiera di Genova

Al bando per un nuovo padiglione, promosso dalla giunta del sindaco Giuseppe Pericu con l'obiettivo di un rilancio dell'area, parteciparono noti architetti fra i quali Jean Nouvel, Nicholas Grimshaw e Michael Hopkins. Su avallo dell'amministrazione, nel 2005 vinse il progetto dell'architetto francese Jean Nouvel, già noto per edifici come il Burj Qatar, la Copenhagen Concert Hall e la Torre Glòries di Barcellona. I lavori iniziarono alcuni mesi dopo e il precedente padiglione fu demolito nel 2007.
Il 9 aprile 2008, durante la costruzione, si verificò un importante crollo della struttura metallica - alta 18 metri e lunga 48 - che doveva sostenere la copertura del nuovo edificio, e coinvolse anche piloni in cemento e putrelle; i lavori erano momentaneamente sospesi per pioggia e non vi furono quindi feriti.
L'inaugurazione del nuovo padiglione, inizialmente prevista per l'autunno del 2008, slittò alla primavera del 2009 e infine si tenne il 2 ottobre alla presenza del nuovo sindaco Marta Vincenzi.
Dopo l'inaugurazione, la struttura generò accese polemiche sia per gli elevati costi costruttivi, sia per l'estetica impattante sul litorale. Secondo il progetto che nel 2005 fece aggiudicare i lavori, il tetto avrebbe dovuto essere costituito da un «immenso specchio blu rettangolare», successivamente, però, si installò un tetto provvisorio in lamiera verniciata blu che non fu più sostituito. L'altezza della struttura, inoltre, oscurò la visibilità della costa dal sovrastante corso Aurelio Saffi. Sandro Biasotti, ex presidente della regione, definì l'edificio un «danno per la città», e il presidente del consiglio genovese degli architetti parlò di «capannone, così com’è», mentre la stampa lo ribattezzò criticamente "il padiglione degli sprechi". Fu proposto di gestire il problema del tetto con l'installazione di moduli fotovoltaici, ma la proposta non si concretizzò e il padiglione restò com'era.
Negli anni successivi, con gli altri padiglioni della fiera, la struttura continuò a ospitare le principali fiere cittadine, fra le quali il Salone nautico di Genova.
Nel febbraio 2015, un secondo crollo - più contenuto - interessò il controsoffitto esterno dell'edificio, danneggiando alcune barche e autovetture. Per rimettere in sicurezza la struttura furono stanziati dal comune 760.000 euro in regime di somma urgenza. Gli elevati costi di costruzione del padiglione, giunti a circa 43 milioni di euro, e di gestione, contribuirono alla crisi della società che gestiva le attività della fiera, che nel 2015 mise in mobilità i propri dipendenti e infine andò in liquidazione. La vicenda causò contenziosi fra la società costruttrice e quella amministratrice, quest'ultima annunciò anche una causa verso il progettista Jean Nouvel il quale, a sua volta, diffidò dall'utilizzare il proprio nome in associazione all'edificio poiché non completato nel modo da lui previsto. Dopo le difficoltà economiche, la gestione dell'area fiera e del padiglione passarono nel 2019 a Porto Antico Spa.
Il 18 agosto 2018 si sono tenuti all'interno della struttura i funerali di stato per le vittime del crollo del Ponte Morandi, alla presenza del presidente della Repubblica Sergio Mattarella.
Con gli imponenti lavori di riqualificazione dell'intera zona, iniziati con l'approvazione del progetto Waterfront di Levante, il padiglione B e il Palasport sono sopravvissuti alla demolizione che ha invece interessato gli altri edifici dell'area della fiera.
Durante la pandemia di COVID-19, il padiglione è stato utilizzato come centro per la vaccinazione anti COVID-19 in Liguria, attività poi proseguita presso la Sala Chiamata del Porto.

## Descrizione
L'edificio si sviluppa su tre piani: due a uso espositivo e uno intermedio (lato mare) per servizi e uffici; la superficie espositiva complessiva è di ventimila metri quadrati (doppia rispetto al padiglione preesistente). La superficie totale è di trentacinquemila metri quadrati, comprendendo il foyer, spazi comuni, spazi destinati ai servizi e ai locali tecnici. Si caratterizza per un ampio uso di superfici vetrate e di controsoffitti riflettenti.
L'edificio, precedentemente edificato alla quota di 5,50 m sul livello del mare, sorge alla quota 0,90 in continuità con il mare sul quale si affaccia. L'accesso al primo piano avviene dalla parte opposta dov'è stata mantenuta la quota di 5,50 m. Per mezzo di alcune rampe, è possibile anche ai grandi articolati raggiungere l'interno dei due livelli espositivi.
Il progetto dell'architetto Jean Nouvel è stato edificato da Coopsette e i lavori diretti da D'Appolonia.
I costi fra manutenzione e canone d'investimento per il padiglione, secondo quanto riferito dal consigliere Matteo Rosso, ammonterebbero a due milioni di euro all'anno.

## La descrizione di Jean Nouvel
Di seguito la nota descrittiva dell'autore, riferita al progetto originale del 2005 che successivamente non è stato portato a termine:
È prima di tutto un piano, un piano blu, troppo blu. Il blu cielo delle fotografie sotto esposte o degli esordi del cinematografo… questo piano è evidentemente un tetto, si leggerà dalla città, dalla strada sopraelevata che lo costeggia, come un'astrazione, un immenso specchio blu rettangolare nel quale si riflette o il blu del cielo o le nuvole che diventano plumbee sotto la pioggia o nel grigiore. Queste nuvole imprimono sullo specchio un lento movimento atmosferico.
L'interno non è a prima vista molto più complicato: due grandi hall orientate verso il mare. una sotto il piano di copertura è una terrazza coperta, completamente aperta sul porto. L'altra è il prolungamento della banchina nell'edificio, anche lei totalmente aperta. Quando dico aperto bisogna intendere interamente vetrato, ma anche ampiamente apribile quando il vento e la temperatura lo consentono. Queste due grandi hall sono sotto due specchi che evocano la superficie del mare. Uno è costituito da piccole onde come la superficie irregolare dell'acqua del porto, come quelle leggere increspature che "ammaccano" il mare. L'altro è ritmato da lunghe onde parallele alla banchina, la variazione d'ampiezza dell'onda crea una sinusoide che decresce avvicinandosi al porto. questi specchi rifrangono, riformano la vita delle esposizioni che coprono, ma anche, su una superficie minore, le barche del porto… nel primo c'è qualcosa di simile al caleidoscopio il cui principio geometrico è perturbato dall'aleatorio, nel secondo si trova, su dei ritmi paralleli, l'allungamento curvo delle immagini come sulle carrozzerie o sui paraurti delle macchine.
Sotto il primo specchio l'illuminazione è assicurata da lampioni "pluggati" al suolo che, ovviamente, non toccano mai il soffitto. Sotto il secondo, i proiettori sono nelle onde, nelle pieghe o dietro a dei vetri a specchio. questi due sistemi creano dei bagliori simili ai famigerati riflessi d'argento con i quali il sole gratifica il mare. Dal porto, dalla banchina, dall'esterno le esposizioni creano un doppio spettacolo di riflessi dinamici, multicolori, movimentati.
Il ristorante, invece, si allunga sul limite tra il porto e le esposizioni beneficiando della serenità della vista delle barche, o, secondo gli sguardi, dei bagliori dinamici degli avvenimenti.»